# 関西棋院賞
関西棋院賞（かんさいきいんしょう）は、関西棋院に所属する囲碁棋士に贈られる賞。1973年創設。

## 概要
毎年1月頃に行われる、関西棋院賞選考委員会によって受賞者が決定される。対象となる部門は以下の通り。
- 最優秀棋士賞 - 1年を通して最も活躍した棋士に贈られる。
- 利仙賞（敢闘賞）- 最優秀棋士に次ぐ活躍をした棋士に贈られる。賞名は本因坊利仙（関山利一）に由来する。
- 道玄賞（殊勲賞）- 利仙賞に準ずる賞。八段以下の棋士が対象となる。賞名は半田道玄に由来する。
- 新人賞 - 六段以下で、26歳未満または入段後3年以内の棋士が対象となる。複数回受賞することはできない。
- 連勝賞 - 1年間の最多連勝棋士に贈られる。
- 山野賞 - 囲碁普及に貢献した棋士に贈られる。
- 永井賞 - 30歳未満の、優れた活躍をした棋士に贈られる。
- 吉田賞 - 交流対局（対日本棋院棋士や国際棋戦での対局）で、最多勝利かつ10勝以上を収めた棋士に贈られる。
- 谷口賞 - 26歳未満の若手棋士に贈られる激励賞。第48回（2020年）に新設された。

## 受賞者一覧
※受賞決定は翌年。
| 回     | 対象年            |  | 最優秀 棋士賞   | 利仙賞 (敢闘賞)   | 道玄賞 (殊勲賞)   | 新人賞   | 連勝賞                     | 山野賞          | 永井賞     | 吉田賞          | 谷口賞            | 出 典  |
| ------ | ----------------- |  | --------------- | ----------------- | ----------------- | -------- | -------------------------- | --------------- | ---------- | --------------- | ----------------- | ------ |
| 第52回 | 2024年 (令和6年)  |  | 余正麒          | 村川大介          | 瀬戸大樹          |          |                            |                 |            |                 |                   |        |
| 第51回 | 2023年 (令和5年)  |  | 余正麒          | 佐田篤史          | (該当無)          | 表悠斗   | 今村俊也 大川拓也 今分太郎 | 堀田陽三        | 岩田紗絵加 | 余正麒          | 大川拓也 今分太郎 | [ 1 ]  |
| 第50回 | 2022年 (令和4年)  |  | 余正麒          | 苑田勇一 佐田篤史 | 小西和子          | 田中康湧 | 苑田勇一 髙嶋湧吾 田中康湧 | 星川拓海        | 西健伸     | 余正麒          | 辻篤仁            | [ 2 ]  |
| 第49回 | 2021年 (令和3年)  |  | 余正麒          | 佐田篤史          | 瀬戸大樹          | 今分太郎 | (該当無)                   | 古谷裕          | 西健伸     | 余正麒          | 谷口徹            | [ 3 ]  |
| 第48回 | 2020年 (令和2年)  |  | 余正麒          | 佐田篤史          | 瀬戸大樹          | 大川拓也 | 余正麒                     | 飛田早紀        | 西健伸     | 余正麒          | 阿部良希          | [ 4 ]  |
| 第47回 | 2019年 (平成31年) |  | 村川大介        | 中野泰宏 佐田篤史 | 洪爽義            | 姜旼侯   | (該当無)                   | 稲葉かりん      | 渡辺貢規   | 余正麒          |                   | [ 5 ]  |
| 第46回 | 2018年 (平成30年) |  | 村川大介        | 余正麒            | 藤井秀哉          | 原正和   | 坂井秀至 横田茂昭          | 藤原克也        | 西健伸     | 村川大介 余正麒 |                   | [ 6 ]  |
| 第45回 | 2017年 (平成29年) |  | 余正麒          | 村川大介          | 瀬戸大樹          | 西健伸   | 洪爽義                     | 田村千明        | 佐田篤史   | 余正麒          |                   | [ 7 ]  |
| 第44回 | 2016年 (平成28年) |  | 余正麒          | 村川大介          | 坂井秀至          | 谷口徹   | 呉柏毅                     | 榊原史子 前田亮 | 呉柏毅     | 村川大介 余正麒 |                   | [ 8 ]  |
| 第43回 | 2015年 (平成27年) |  | 余正麒          | 結城聡            | 瀬戸大樹          | 呉柏毅   | 尹春浩                     | 今村俊也        | 佐田篤史   | 余正麒          |                   | [ 9 ]  |
| 第42回 | 2014年 (平成26年) |  | 村川大介        | 結城聡            | 余正麒 小西和子   | 渡辺貢規 | 佐田篤史                   | 湯川光久        | 佐田篤史   | 村川大介        |                   | [ 10 ] |
| 第41回 | 2013年 (平成25年) |  | 結城聡          | 村川大介          | 余正麒            | 佐田篤史 | 余正麒                     | 清成哲也        | 河英一     | 結城聡          |                   | [ 11 ] |
| 第40回 | 2012年 (平成24年) |  | 結城聡          | 村川大介          | 吉田美香 瀬戸大樹 | 尹春浩   | (該当無)                   | 石井茜          | 余正麒     | 結城聡          |                   | [ 12 ] |
| 第39回 | 2011年 (平成23年) |  | 村川大介        | 結城聡 瀬戸大樹   | 坂井秀至          | 余正麒   | 苑田勇一                   | 倉橋正行        | 石井茜     | 結城聡          |                   | [ 13 ] |
| 第38回 | 2010年 (平成22年) |  | 坂井秀至 結城聡 | 村川大介          | 瀬戸大樹          | 高嶋武   | 村川大介                   | 高原周二        | 余正麒     | 結城聡          |                   | [ 14 ] |
| 回     | 対象年            |  | 最優秀 棋士賞   | 利仙賞 (敢闘賞)   | 道玄賞 (殊勲賞)   | 新人賞   | 連勝賞                     | 山野賞          | 永井賞     | 吉田賞          | 谷口賞            | 出 典  |